# 台籍老兵
臺籍老兵是指第二次世界大戰後，第二次國共內戰期間中華民國國民政府從臺灣徵去當兵並且派到中國大陸作戰的臺灣人。隨著中華民國政府遷往台灣、中華人民共和國成立，大量臺灣籍軍人滯留在中國大陸並且長期居留，成為中华人民共和国公民，故名臺籍老兵。
1987年底蒋经国开放两岸探亲以及1988年11月中華民國政府准许大陆台籍老兵返回故乡後，一些滞留大陆的台籍老兵返回台灣定居。中國大陆的“台湾老兵返乡协进会”调查顯示，在大陆的台籍老兵有1000多人，有近900人返台定居。

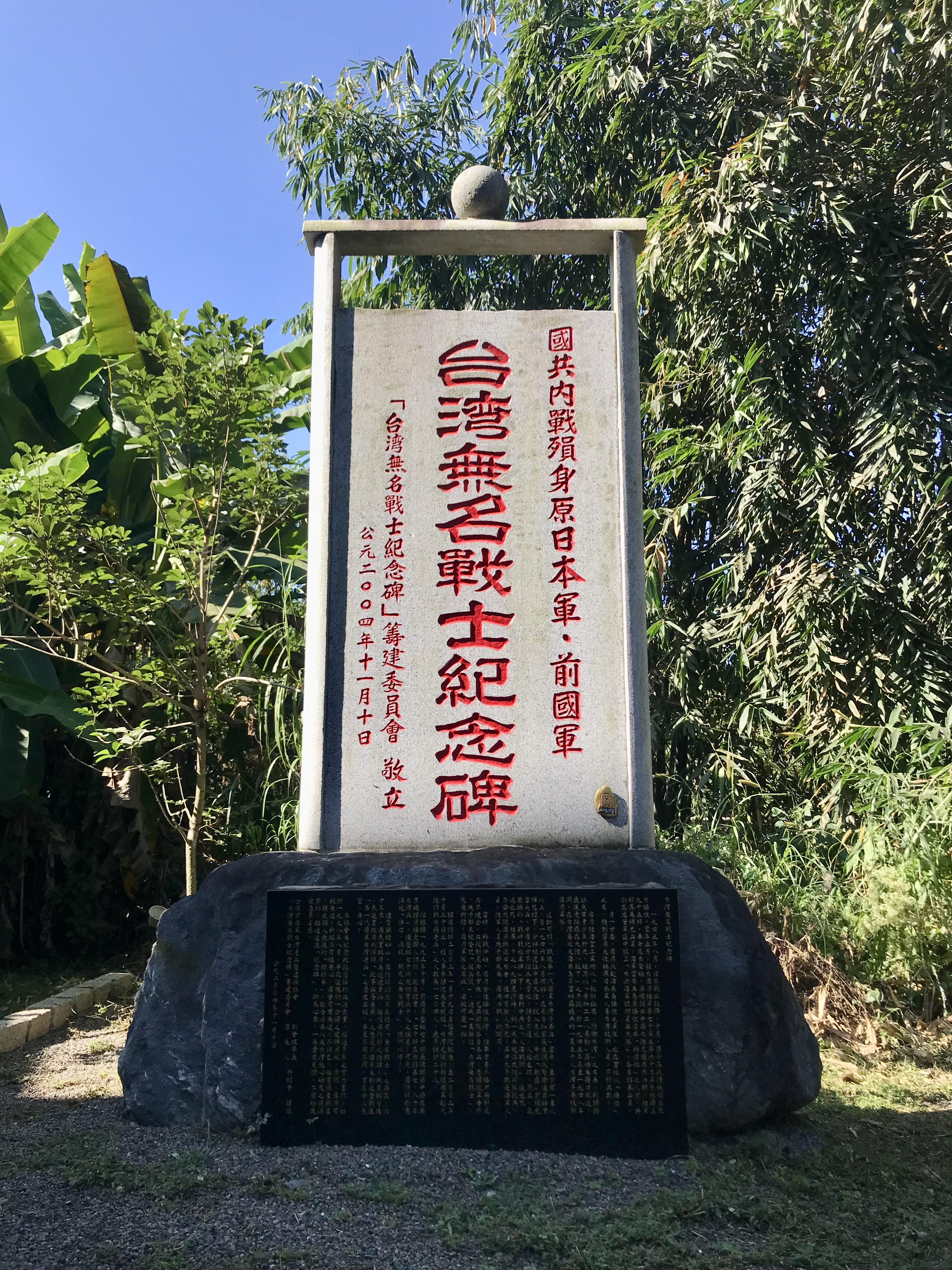
台灣無名戰士紀念碑